# Marikatte, Jagalur
Marikatte là một làng thuộc tehsil Jagalur, huyện Davanagere, bang Karnataka, Ấn Độ.